# Mistrovství České republiky v cyklokrosu 2021
Mistrovství České republiky v cyklokrosu 2021 se konalo v sobotu 9. ledna 2021 v obci Jabkenice vzhledem k koronavirové pandemii bez přítomnosti diváků. Závodu mužů se zúčastnili závodníci kategorií elite a do 23 let. Závodní okruh s patnáctimetrovým převýšením měřil 2 730 m. Muži ho absolvovali sedmkrát a ženy pětkrát. Startovalo 25 mužů a 11 žen.

## Přehled muži
| Poř.             | Jméno          | Čas         |
| ---------------- | -------------- | ----------- |
| Zlatá medaile    | Michael Boroš  | 1:00:52 h   |
| Stříbrná medaile | Tomáš Paprstka | + 00:22 min |
| Bronzová medaile | Josef Jelínek  | + 01:04 min |
| 4                | Jakub Říman    | + 01:40 min |
| 5                | Jakub Ťoupalík | + 01:45 min |
| 6                | Šimon Vaníček  | + 03:26 min |

## Přehled ženy
| Poř.             | Jméno             | Čas         |
| ---------------- | ----------------- | ----------- |
| Zlatá medaile    | Pavla Havlíková   | 49:47 min   |
| Stříbrná medaile | Nikola Nosková    | + 00:51 min |
| Bronzová medaile | Karla Štěpánová   | + 01:34 min |
| 4                | Tereza Vaníčková  | + 01:54 min |
| 5                | Nikola Bajgerová  | + 02:17 min |
| 6                | Tereza Tvarůžková | + 02:20 min |